# Johann Hofbauer (Aphoristiker)
Johann Hofbauer (* 8. März 1962 in Passau) ist ein deutscher Aphoristiker.

## Leben
Er studierte Biologie, Chemie und Erziehungswissenschaften an der Universität Regensburg mit dem Abschluss der ersten Staatsprüfung für das Lehramt an Gymnasien. Er schreibt Lyrik und Prosa und wurde 1997 Mitglied der Autorenvereinigung „Passauer Literaturkreis“.
Seit 2001 arbeitet Hofbauer an einem poetisch-theoretischen Tagebuch, das sich in aphoristischer Manier grundlegenden Fragen von Wahrnehmung, Bewusstsein und Materie widmet. Ein erster Teil der Aufzeichnungen erschien 2006 unter dem Titel Fragen zur Wahrnehmung, 2015 folgte eine weitere Buchveröffentlichung unter dem Titel Wahrnehmung.
2011 nahm er in Passau an der von Alexander Eilers moderierten Lesung „Neue deutsche Aphorismen“ zusammen mit Walter Rupp, Klaus D. Koch und Hans-Horst Skupy teil. 2010 und 2014 war er beim Aphorismuswettbewerb des Deutschen Aphorismus-Archivs erfolgreich.
Hofbauer lebt in Passau.

## Veröffentlichungen
- Fragen zur Wahrnehmung. Books on Demand, Norderstedt 2006, ISBN 978-3-8334-5238-3[4]
- Wahrnehmung. Königshausen & Neumann, Würzburg 2015, ISBN 978-3-8260-5611-6
- Bewusstsein. Königshausen & Neumann, Würzburg 2018, ISBN 978-3-8260-6361-9

### Beiträge zu Anthologien
- Passauer Literaturkreis (Hrsg.): ÜberBrücken. Gedichte und Geschichten aus Passau. SüdOst-Verlag, München 2006, ISBN 978-3-89682-157-7
- Petra Kamburg, Friedemann Spicker, Jürgen Wilbert (Hrsg.): Gedanken sind unhöflich. Sie kommen ohne anzuklopfen. Brockmeyer, Bochum 2010, ISBN 978-3-8196-0757-8
- Anna Małgorzewicz (Hrsg.): Goniąc myśli. Atut, Wrocław 2011, ISBN 978-83-7432-748-0
- Petra Kamburg, Friedemann Spicker, Jürgen Wilbert (Hrsg.): Im Getriebe wird das Sandkorn zur Macht. Brockmeyer, Bochum 2014, ISBN 978-3-8196-0958-9